# Pelomys isseli
Pelomys isseli  (de Beaux, 1924) è un roditore della famiglia dei Muridi endemico di alcune isole del Lago Vittoria, in Africa.

## Descrizione

### Dimensioni
Roditore di piccole dimensioni, con la lunghezza della testa e del corpo tra 115 e 149 mm, la lunghezza della coda tra 135 e 171 mm, la lunghezza del piede tra 28 e 32 mm, la lunghezza delle orecchie tra 12,5 e 18,5 mm e un peso fino a 60 g.

### Aspetto
La pelliccia è soffice. Le parti superiori sono giallo-brunastre, cosparse di peli nerastri, una striscia longitudinale bruno-nerastra si estende lungo la spina dorsale dalle orecchie fino alla base della coda, mentre le parti ventrali sono grigie-biancastre. Il collo è grigiastro. Le orecchie sono ricoperte di piccoli peli giallastri ed hanno una striscia nerastra sul margine anteriore. Alla base di ognuna di esse è presente una chiazza di peli bianco-crema. Il dorso delle zampe è bianco. La coda è più lunga della testa e del corpo, nerastra sopra e bianca sotto. 

## Biologia

### Comportamento
È una specie terricola.

### Riproduzione
Femmine gravide o che allattavano sono state osservate in aprile.

## Distribuzione e habitat
Questa specie è endemica delle isole Bugala, Bunyama e Koome, nelle Isole Ssese, nella parte ugandese del Lago Vittoria.
Vive in fattorie abbandonate. Non è stata osservata in praterie e foreste.

## Conservazione
La IUCN Red List, considerata l'assenza di informazioni sufficienti circa l'areale, la biologia e le eventuali minacce, classifica P.isseli come specie con dati insufficienti (DD).